# Марк Юній Цезоній Нікомах Аніцій Фауст Паулін
Марк Юній Цезоній Нікомах Аніцій Фауст Паулін (*Marcus Junius Caesonius Nicomachus Anicius Faustus Paulinus, бл. 240 — після 300) — державний діяч Римської імперії.

## Життєпис
Походив з роду Аніціїв Фаустів. Син Секста Кокцея Аніція Фауста Пауліна, коснула-суфекта, і Азінії Юліани Нікомахи (доньки Гая Азінія Юліана Нікомаха, проконсула Африки). Народився близько 240 року в провінції Проконсульська Африка. Здобув класичну римську освіту. Став патроном міста Узалла.
Перший раз він був консулом-суффектом (невідомо в якому році, відомості про цей консулат не збереглося), оскільки в джерелах його консулат 298 року позначається як другий. Колегою в цей час став Вірій Галл.
299 року призначається міським префектом Риму. Перебував на посаді до 1 березня 300 року. На думку деяких дослідників під час каденції відновив Великий вівтар Геркулеса. Проте напис на вівтарі датується 321 роком, тому висувається версія, що це зробив син Фауста Пауліна. У противагу цьому дослідники дотримуються думки, що дві боки вівтаря були створені в різний час і ймовірно родичами. Після 300 року про його діяльність відсутні відомості.

## Родина
Дружина — Амнія Деметріада
Діти:
- Амній Аніцій Юліан, коснул 322 року
- Секст Аніцій Фауст Паулін, коснул 325 року